# Premio Nacional Francisco Amighetti
El Premio Nacional de Artes Visuales Francisco Amighetti es el máximo galardón que entrega el Ministerio de Juventud, Cultura y Deportes de Costa Rica cada año, por la creación de obras en el área de las artes visuales. Se crea como incentivo a la excelencia, el desarrollo y los aportes en el quehacer cultural costarricense. Los tres premios se otorgan en las categorías bidimensional, tridimensional y otros medios.
Lleva el nombre del célebre artista costarricense y Benemérito de la Patria, Francisco Amighetti. 

## Regulación
El premio fue creado mediante el Reglamento a la Ley N° 9211 (Ley sobre Premios Nacionales de Cultura) en el 2014. En el mismo se constata: 
Se definen tres reconocimientos, sin discriminación de formatos, géneros ni estilos, a aquella labor creativa que haya destacado de entre sus homólogas, con pública calidad en la disciplina correspondiente durante el año inmediato anterior, en razón de que, además de su trayectoria y alto grado de excelencia, evidenció un aporte al fortalecimiento del entorno cultural costarricense. 
El Premio Nacional de Artes Visuales Francisco Amighetti es administrado por el Museo de Arte Costarricense. 

## Ganadores
| Año  | Categoría | Categoría | Categoría |
| Año  | Bidimensional | Tridimensional | Otros Medios |
| ---- | --- | --- | --- |
| 2015 | Marcia Salas Vargas, por la exposición “Pecado Original”                                                                                                  | Manuel Vargas Murillo, por la exposición “Las cholas” | Roberto Guerrero Miranda, por la exposición “Vergüenza Ajena” |
| 2016 | José Alberto Hernández, por la exposición “Capturas” | Se declara desierto. | Rolando Castellón Alegría, por la exposición “HABITAT/OBRA VIVA” |
| 2017 | Guillermo Tovar, por la exposición “Naturaleza Oculta: Obra Reciente”                                                                                     | Adrián Flores, por la exposición “Ampliación del Campo de Batalla”                                                                                             | Diana Barquero, por la exposición “Afectaciones de un Sujeto Matérico” |
| 2018 | Alejandro Villalobos, por la exposición “Simplemente Paisaje”.                                                                                            | Edgar Zúñiga, por la exposición “Humanismo en el siglo XXI” | Priscilla Monge, por la exposición “Ejercicios de autonomía” |
| 2019 | Osvaldo Sequeira Araya, por la exposición “SER/HUMANO” | Adrián Arguedas Ruano, por la obra “El aprendiz”. | Andy Retana Bustamante, por la exposición “Fragmentos”. |
| 2020 | De manera compartida: Herbert Bolaños Rivera por la exhibición “435 Azul Japonés” y Fabrizio Arrieta Avendaño por la exhibición “Una promesa de aventura” | De manera compartida: Gerardo Selva Godoy por la exhibición “Los cinco rostros de Gerardo Selva Godoy” y Federico Herrero por la exhibición “Barreras Blandas” | De manera compartida: Rosella Matamoros Jiménez, por su producción “¿Nos vemos al espejo? ¿Defendemos la institucionalidad?” y Ariel Arburola Matamoros, por su producción “Los primeros 100 días”                                  |
| 2021 | Álvaro Bracci, por su exposición “Eva” | Emma Segura, por la exposición “El tránsito de la corporalidad es inmanente”                                                                                   | Colectivo Grana, por la exposición “Grana, Taller de estampa” |
| 2022 | Phillip Anaskin Dushacoa, por la exposición: “Juegos Violentos: Estéticas irreverentes desde el miedo”                                                    | José Rosales Villareal, por su obra “Pequeño fin del mundo” | Colectivo Las Hartas, conformado por las artistas Andrea Gómez Jiménez, Mariela Richmond Vargas, Grettel Méndez Ramírez y Micaela Canales Barquero, por la exposición “Santa Luchona: la patrona de las que luchamos en las calles” |
| 2023 | Daniel Mejía Fonseca, por la exposición "Liturgia" | Paz Ulloa Salazar, por la exposición "Aundiaoi" | Lucía Madriz Segura, por la exposición "Chlorophilia" |
| 2024 | Héctor Quesada Burke, por la exposición "Tal cual. Per se”                                                                                                | Aquiles Jiménez Arias, por la exposición "La Travesía Chälchihuitl Rax Abáj”                                                                                   | Victoria Cabezas Green, por la exposición “Tránsito: Medio siglo de la experimentación” |